# 丁卯戰爭
丁卯戰爭，又称丁卯胡乱，指的是1627年后金入侵朝鮮的战争。
1623年，朝鲜发生政变，仁祖被西人党拥上了王位。他一反光海君的中立政策。此外，仁祖又允許明军以朝鲜为据点进攻后金。于是在1627年，后金四大贝勒之一的阿敏便率军三万，入侵朝鲜。
这场战争持续了三个月，后金兵逼近朝鲜首都汉阳，迫使朝鲜屈服。阿敏与朝鲜使者在平壤会盟，宣布后金与朝鲜结成“兄弟之盟”。双方在中江、会宁开市，索还后金逃人，追增贡物。但是朝鲜并非真心与后金结盟，仍暗中支持明朝，为后来的丙子战争埋下了祸根。

## 背景
1619年，明朝討伐後金的努爾哈赤，朝鮮国也發兵一萬人至富察之野協助。結果明朝在薩爾滸戰敗，朝鮮軍主帥姜弘立向後金投降。此後，朝鮮君主光海君畏懼後金的實力，對於明朝和後金兩者之間持中立的外交政策。
1623年，朝鮮西人黨推翻了光海君，擁立朝鮮仁祖（仁祖反正）。西人黨上臺後，奉行反後金親明的政策，停止了與後金的貿易。同時，明朝的將領毛文龍以朝鮮的鐵山城為根據地，不斷襲擊後金，這又給後金入侵朝鮮一個藉口。
1624年，朝鮮將軍李适發動叛亂，推翻仁祖，擁立興安君李瑅為王。不久被仁祖鎮壓，李适被殺。李适的支持者韓潤、鄭梅等逃往後金，勸說努爾哈赤侵略朝鮮。努爾哈赤也做好了進攻朝鮮的準備。但因代善的反對，努爾哈赤暫時取消了這一計畫。

## 戰爭过程
天啟七年（1627年）正月，後金皇太極派遣阿敏、濟爾哈朗、阿濟格、岳託、碩託等將，領三萬人，以姜弘立、韓潤、鄭梅、李英芳、朴蘭英、吳信男等八名朝鮮將領為先導，大舉南下。後金军先渡鴨綠江，擊敗明軍毛文龍部於鐵山，毛部遂败退皮島（今北韓椵岛）。隨後於十三日包圍義州，正式入侵朝鮮；十四日包圍凌漢山城，迫近宣州、定州，威脅安州。後金派出使者勸降朝鮮守將，凌漢山城大將金搢、宣川府使奇協、郭山郡守朴惟健皆將後金來使斬首，表示絕不投降，並馳報朝廷。
十六日，後金兵攻克義州。
朝鮮仁祖直到十七日才得到後金入侵的奏報，此時後金兵已經包圍安州，安州將要淪陷。仁祖下令啟用張晚為都體察使，由金起宗陪同前往北方前線指揮；派畿甸之軍前往海西支援，其餘部隊由李時白捍衛京城漢陽。還派李曙守南漢山城，申景禛守臨津，金自點守江都，將戶曹雜物和版籍全都帶往江都，打算若戰敗便撤往那裡。又派金完率海西別勝軍一千七百名前往支援。仁祖還下令加強平壤的防禦。朝鮮仁祖開始時便對戰局持悲觀態度，主張把兵力重點防守南漢山城、京城漢陽以及江華島一帶。而此時朝鮮朝廷收不到北方的戰報，領議政尹昉甚至以為後金不再繼續南下。在申欽的建議下，仁祖將支援安州的軍隊調回來守衛臨津江一帶。
二十一日，後金兵攻破凌漢山城、定州、郭山等地，大將定州牧使金搢、郭山郡守朴惟健被俘虜，宣川府使奇協則不屈而死。後金兵強迫被俘虜者剃髮易服，遭到眾多朝鮮人的拒絕。於是後金兵對當地進行屠城，殺死不服從的軍民數萬人，焚毀糧草百餘萬。平安兵使南以興得報後，遣人遺書於姜弘立、朴蘭英，希望停止戰爭。消息傳到漢陽，人心惶惶。仁祖派壬辰倭亂時的老將李元翼前去南方徵兵收拾人心。二十二日，阿敏派投降的朝鮮人獻書，要求和談。仁祖命令張晚回書拒絕，聲稱誓死不從城下之盟，還要向明朝討救兵。
二十四日，後金兵在鄭梅的引導下渡過青泉江，圍攻安州。後金兵至平壤，平壤守軍不戰而潰。平壤以東諸城全無士氣，張晩、金起宗飛書馳報。而黃州、平州兵器極其缺乏，仁祖遣申景瑗進救黃州、平州。後金兵至肅川城下，城中守軍潰散，守將平安監司尹暄率軍官四十餘人逃往中和。仁祖急催忠清、全羅兩道水軍北上增援。
二十五日，安州陷，守城的平安兵使南以興率諸將聚集中軍大營，引燃火藥自焚而死。明朝的援兵都司王三桂陣亡。同日，後金騎兵長驅直入，渡大同江，直抵中和。黃州兵使丁好恕率千餘人棄城而走，逃往蒜山。為了穩定軍心，仁祖下令將平安監司尹暄斬首，以黃州兵使丁好恕戴罪立功。阿敏以平壤為後金中軍的大本營，派先鋒前往黃州。朝鮮援軍的將領申景瑗之軍夜驚潰散，平山成為一座毫無防守之力的城池。後金騎兵逼近王京漢陽，朝鮮國中震恐。仁祖多次遣使求和，皆被後金置之不理。仁祖留金尚容守漢陽，自己以戎裝南巡的名義逃往露梁，隨後沿著陽川、金浦、通津，逃往江華島。當得知平山、開城遭到後金兵的屠城之後，仁祖決定將都中百姓一起遷往江華島避難。命南方新徵得的三道精兵防衛江華島，又派李曙將兵器送往江華島。
此時，皇太極與諸貝勒擔憂明朝和蒙古諸部會趁機襲擊後金，命阿敏同朝鮮議和。於是阿敏駐軍平山，遣使主動向朝鮮提出議和。正月二十九日後金將遣使議和的消息傳到江華島，雖然朝鮮許多大臣不願與後金議和，但仁祖力排眾議，決定要親自接見來使。權璡亦持朝鮮求和國書前往中和，阿敏大喜，將中和的金兵調回平壤。
二月二日，阿敏、濟爾哈朗遣使赴江華島，正式向朝鮮遞交要求議和文書。其內容為：
|  | 大金國二王子，答書于朝鮮國王。兩國和好，共言美事。貴國實心要和，不必仍事南朝，絶其交往，而我國爲兄，貴國爲弟。若南朝嗔怒，有我隣國相近，何懼之有？果如此議，我兩國告天誓盟，永爲兄弟之國，共享太平。事完之後, 賞格在貴國裁處，可差擔當國事大臣，速決完事。 不然，途道往返，羈遲不便，毋視我爲不信也。 |

仁祖拒絕與明朝斷交的要求，留住了後金使者，遣姜絪為回答使。另一方面，派人加強南漢山城的防衛，還派人增援前線的張晚。
五日，朝鮮仁祖派晉昌君姜絪前往阿敏軍中投遞求和文書。但由於後金使者未歸，阿敏懷疑朝鮮不想議和。七日，阿敏遣使赴江華島，詰問朝鮮繼續派兵的意圖，以及國書繼續使用天啓年號的緣由，威脅將拒絕不退兵。就這樣，雙方一直僵持達一個月之久。
二月十四日，朝鮮仁祖派族弟原昌君李玖獻馬百匹、虎豹皮百張、綿綢苧布四百疋、布萬有五千赴後金軍中，以示願意談判。二月二十八日，後金使者劉興祚、巴克什庫爾纏至江華島。三月三日，朝鮮仁祖與後金使者劉興祚等人在江華島宣讀誓文，正式和好。
朝鮮方面的誓文為：
|  | 朝鮮國王，以今丁卯年某月日，與金國立誓。我兩國已講定和好，今後各遵約誓，各守封疆，毋爭競細故、非理徵求。若我國，與金國計仇，違背和好，興兵侵伐，則亦皇天降災；若金國仍起不良之心，違背和好，興兵侵伐，則亦皇天降禍。兩國君臣，各守信心，共享太平。皇天、后土，嶽瀆神祇，監聽此誓。 朝鮮國三國老、六尙書某等，今與大金國八大臣南木太、大兒漢、何世兎、孤山太、托不害、且二革、康都里、薄二計等，宰白馬、烏牛，立誓。今後同心同意，若與金國計仇，存一毫不善之心，如此血出、骨暴；若金國大臣仍起不良之心，亦血出、骨白，現天就死。二國大臣，各行公道，毫無欺罔。歡飮此酒，樂食此肉，皇天保佑，獲福萬萬。 |

後金方面的誓文為：
|  | 朝鮮國王，今與大金國二王子立誓。兩國已講和美，今後同心合意。若與金國計仇，整理兵馬，新建城堡，存心不善，皇天降禍；若二王子仍起不良之心，亦皇天降禍。若兩國二王，同心同德，公道偕處，皇天保佑，獲福萬萬。 |

雙方約定：
- 後金為兄國、朝鮮為弟國，雙方訂立兄弟國的盟約。
- 朝鮮停止使用明朝天啓年號。
- 朝鮮遣王子李玖赴後金為人質。
- 後金、朝鮮互不侵犯對方的領土。

交涉期間，阿敏贪图平壤城的財寶，有意占据朝鲜之地自立为王，因此故意不承認和約，縱軍隊在平壤掠奪數日。李玖只好再次與阿敏盟於平壤城。在得知和議對後金有利以後，皇太極同意從朝鮮撤軍，並制止了阿敏的企图。在侵略的第四個月，後金軍隊主力開始撤回瀋陽，僅留三千人守義州。九月，在朝鮮仁祖的再三請求下，後金從義州全部撤軍，釋放李玖及朝鮮俘虜，定議春秋輸歲幣、互市。

## 戰後
朝鮮被迫與後金互市，並向後金進貢。在與明朝關係惡化之後，後金的經濟至此得以恢復。
戰後，朝鮮仍舊視明朝為宗主國，並派人上表，將戰爭經過告訴明廷。
學者徐東日認為，丁卯戰爭使得朝鮮蒙受巨大屈辱和苦難。在此之前，朝鮮人一直自視為文明之邦，將女真人視為蠻夷；丁卯戰爭以後，朝鮮人對女真人的態度由蔑視轉為敵視。
雖然朝鮮向後金朝貢，後金也給予朝鮮賞賜品，但兩國的關係依然緊張。執掌朝鮮朝政的依然是反後金親明的西人黨。在儒家思想的影響下，不少朝鮮大臣認為明朝助朝鮮擊退日軍，朝鮮理當與明朝交好抗擊後金。因此朝鮮拒絕廢除明朝年號，並依舊保持與明朝的關係。這為後來1636年後金（清）的再次入侵（丙子胡亂）埋下了伏筆。

## 腳註
1. ↑  中文學術界名稱據《朝鮮朝使臣眼中的中國形象》，第61頁
2. ↑  努爾哈赤在《朝鮮王朝實錄》中以「老乙可赤」的名字登場。
3. ↑  《朝鮮王朝實錄·仁祖實錄》「五年正月二十日條」
4. ↑  《朝鮮王朝實錄·仁祖實錄》「五年正月十七日條」
5. ↑  《朝鮮王朝實錄·仁祖實錄》「五年正月十九日條」
6. ↑  《清史稿·朝鮮傳》
7. 1 2  《朝鮮王朝實錄·仁祖實錄》「五年正月二十二日條」
8. ↑  《朝鮮王朝實錄·仁祖實錄》「五年正月二十一日條」
9. ↑  《朝鮮王朝實錄·仁祖實錄》「五年正月二十四日條」
10. ↑  《明史·朝鮮傳》
11. ↑  《朝鮮王朝實錄·仁祖實錄》「五年正月二十五日條」
12. ↑  《朝鮮王朝實錄·仁祖實錄》「五年正月二十六日條」
13. ↑  《朝鮮王朝實錄·仁祖實錄》「五年正月二十七日條」
14. ↑  《朝鮮王朝實錄·仁祖實錄》「五年正月二十八日條」
15. ↑  《朝鮮王朝實錄·仁祖實錄》五年正月二十九日條」
16. ↑  《朝鮮王朝實錄·仁祖實錄》「五年二月一日條」
17. 1 2  《朝鮮王朝實錄·仁祖實錄》「五年二月二日條」
18. ↑  《朝鮮王朝實錄·仁祖實錄》「五年二月七日條」
19. ↑  中國史料稱之為「李覺」
20. ↑  《朝鮮王朝實錄》稱之為「劉海」。
21. ↑  《朝鮮王朝實錄·仁祖實錄》「五年四月一日條」